# Вайлербах
Вайлербах (нем. Weilerbach) — община в Германии, в земле Рейнланд-Пфальц. 
Входит в состав района Кайзерслаутерн. Подчиняется управлению Вайлербах.  Население составляет 4548 человек (на 31 декабря 2010 года). Занимает площадь 16,00 км².